# Mohamed Snoussi (homme politique)
Mohamed Snoussi (arabe : محمد السنوسي), né le 13 octobre 1931, est un homme politique tunisien.